# Klavier- und Cembalobauer

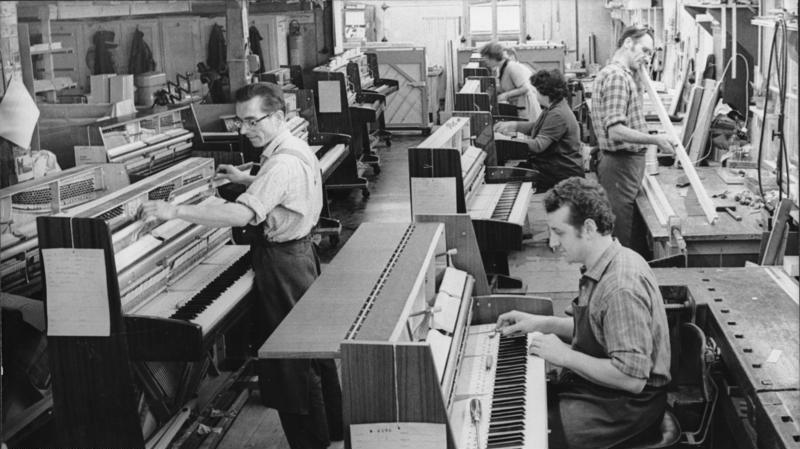
Klavierbau Alexander Herrmann KG Sangerhausen, 1971

Klavier- und Cembalobauer ist die Berufsbezeichnung für Personen, die Klaviere, Flügel, Pianinos und Cembali herstellen, reparieren, restaurieren, stimmen und intonieren. Der Beruf ist ein staatlich anerkannter Ausbildungsberuf nach dem Berufsbildungsgesetz und der Handwerksordnung, zählt aber in Deutschland seit dem 29. Dezember 2003 zu den zulassungsfreien Handwerksberufen, für dessen Ausübung keine besonderen Qualifikationsnachweise erforderlich sind. Zuvor war als Zulassungsvoraussetzung für die selbständige Gewerbeausübung die Meisterprüfung vorgeschrieben. Die Ausbildung zum Gesellen dauert 3,5 Jahre, wird in einem Handwerks- oder Industriebetrieb absolviert und beinhaltet die Ausbildung zum Klavierstimmer. Der Beruf verfügt über die beiden Fachrichtungen Klavierbau und Cembalobau und entstand im Dezember 1982 aus dem Berufsbild des Klavierbauers.

## Ausbildung in Deutschland
Die Ausbildung des Klavier- und Cembalobauers erfolgt als duale Ausbildung. Im Ausbildungsbetrieb erlernt der Auszubildende den Beruf anhand der praktischen Arbeit, wobei in der Berufsschule das Allgemeinwissen vertieft und theoretisches Hintergrundwissen vermittelt werden. In Deutschland gibt es für den Fachbereich des Klavier- und Cembalobauers lediglich eine einzige Berufsschule, die Oscar-Walcker-Schule in Ludwigsburg.
Die Fachrichtung Klavierbau (hauptsächlich Klaviere und Flügel) umfasst die Konstruktion und den Zusammenbau von Korpus, akustischer Anlage und Spielmechanik, im Einzelnen:
- Konstruktion der Instrumente und Erstellung von Werkzeichnungen
- Herstellung und Lackierung von Gehäusen
- Herstellung von Rasten (Holzgerüst des Instrumentes mit Stimmstock), Resonanzboden und Stegen
- Einbau der Gussplatte, Mensurierung und Aufziehen der Saiten
- Einbau von Klaviatur und Mechanik (mit Dämpfung und Hämmern)
- Regulierung der Mechanik (u. a. Einstellung von Tastentiefgang, Hammer-Steighöhe, Auslösung, Fang und Abnicken)
- Stimmen und Intonieren
- Reparatur und Restaurierung jeglicher Teile am Instrument
- Neuanfertigung defekter Teile

Die Klavierherstellung erfolgt heute überwiegend industriell in Serienfertigung, wobei mittlerweile auch die computergestützte Fertigung Einzug in den Klavierbau gefunden hat (u. a. CNC-Bohren der Gussplatte, Fertigung von Mechanikteilen durch Automaten, Herstellung der Gehäuse, Polieren der Oberfläche). Ein Großteil der Arbeiten erfolgt jedoch in Handarbeit. Die Haupttätigkeit des Klavierbauers ist dabei der Grundaufbau von Gehäuse und Rasten sowie der Ein- und Zusammenbau der individuell konstruierten und von Zulieferfirmen gefertigten Einzelteilen wie der Gussplatte, des Resonanzbodens, der Klaviatur, der zum größten Teil seit über 100 Jahren weitestgehend standardisierten Mechanikteile sowie der Hämmer.
Zur Ausbildung des Klavier- und Cembalobauers ist keine bestimmte Schulbildung als Zulassungsvoraussetzung vorgeschrieben. Die Statistiken der Ausbildungsbetriebe in Industrie und Handwerk aus dem Jahr 2022 zeigen, dass zu einem großen Teil Bewerber mit Abitur vorgezogen wurden:
|                 | Handwerk 2022: | Industrie 2022: |
| --------------- | -------------- | --------------- |
| Hochschulreife: | 50 %           | 70 %            |
| Mittlere Reife: | 50 %           | 30 %            |

Die Ausbildung der Fachrichtung Cembalobau beinhaltet insbesondere die Fertigung und Restaurierung von Cembali (die Herstellung der Springer, das Schnitzen von Lederkielen sowie den Aufbau der Manualkoppeln und Register) sowie ferner von Klavichorden, Hammerflügeln, Tafelklavieren und Spinetten.

## Weiterbildungsmöglichkeiten
- Meisterprüfung: Klavier- und Cembalobaumeister[8][9]
- Geprüfter Betriebswirt (HwO)
- Hochschulstudium: z. B. Musikinstrumentenbau (Bachelor)

## Ausbildung in Österreich
Der Beruf des Klavierbauers entspricht in Österreich dem deutschen Klavier- und Cembalobauer und beinhaltet sowohl den Klavier- als auch den Cembalobau. Die Berufsbezeichnung Klavierbauer (vormals: Klaviermacher) wurde in Österreich zum 1. Juni 2016 zuletzt auf Grund technologischer Entwicklungen im Bereich der rechnergestützten Konstruktion, Zeichnung (CAD) und Produktion (CAM) mit modernisiertem Berufsbild neu erlassen. Die Tätigkeit fällt nach § 94 der  Gewerbeordnung unter die reglementierten Gewerbe, wobei zur selbständigen Gewerbeausübung ein Befähigungsnachweis (z. B. in Form eines Ausbildungszeugnisses) zu erbringen ist, ggf. durch Feststellung der individuellen Befähigung. Die Ausbildung erfolgt ebenfalls in Ausbildungsbetrieben sowie an der Berufsschule und endet mit der Lehrabschlussprüfung, welche in Österreich auch den Zugang zur Berufsmatura und in Folge zu weiteren Höherqualifizierungen an Kollegs oder Hochschulen ermöglicht.

## Klavierhersteller

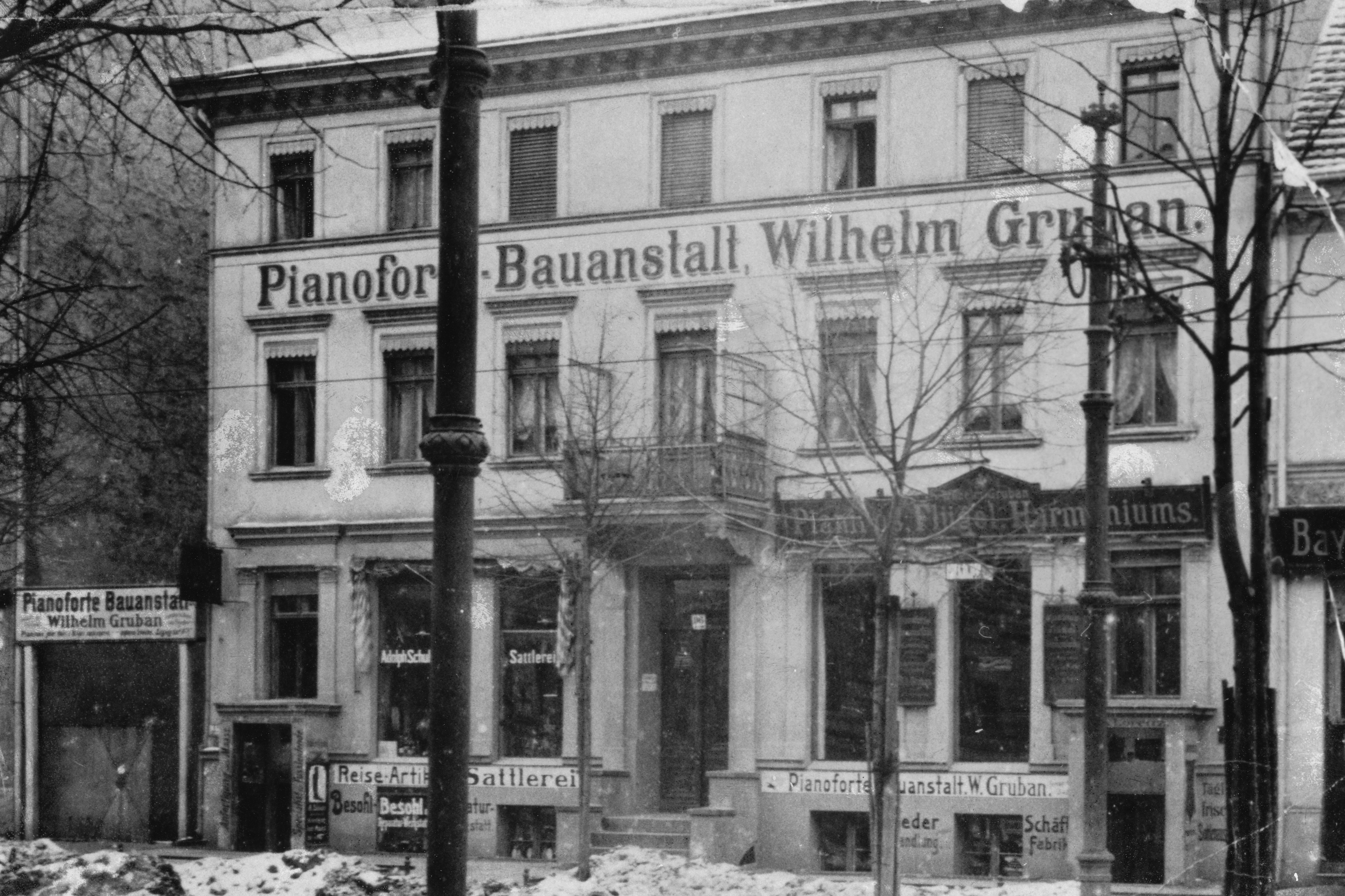
Haus des Klavierbauers Wilhelm Gruban in der Schloßstraße 96 in Berlin-Steglitz (1914)

Die europäischen Klavierbauer stehen in Wettbewerb zu in Fernost produzierenden Konkurrenten. Die Klaviermanufakturen sind dabei nur teilweise auch Ausbildungsstätten. Zu den bekannten Firmen zählen:
- C. Bechstein, Berlin (1853)
- Julius Blüthner Pianofortefabrik, Leipzig (1853)
- Bösendorfer, Wien (1828)
- Burger & Jacobi, Biel (1882)[15]
- Carl Dörr, Wien (1817–1936)
- Fazioli, Friaul-Julisch Venetien
- Feurich Klavier- und Flügelfabrikation, Leipzig, Wien
- August Förster, Löbau
- Grotrian-Steinweg, Braunschweig (1835)
- Ibach, Düsseldorf (1794)
- Kawai, Hamamatsu (1927)
- Mason and Hamlin, Massachusetts (1854)
- Niendorf Flügel- und Klavierfabrik, Luckenwalde (1896)
- Johann Christof Neupert, Münchberg, Bamberg (1868)
- Petrof, Königgrätz (1864)
- Pfeiffer, Leonberg (1862)
- Pleyel, Paris (1807)
- Heinrich Roloff (Pianofabrik), Neubrandenburg (1830–1908)
- Samick, Incheon, Südkorea (1958)
- Carl Sauter Pianofortemanufaktur, Spaichingen (1819)
- Wilhelm Schimmel Pianofortefabrik, Braunschweig (1885)
- Seiler Pianofortefabrik, Kitzingen (1849)
- Schweighofer, Wien (1792–1938)
- Wilhelm Steinberg, Eisenberg (1877)
- Steingraeber, Bayreuth (1852)
- Steinway & Sons, Hamburg, New York (1853)
- J. Tresselt, Riga, Sankt Petersburg (1835–1912)
- Yamaha Corporation, Hamamatsu (1887)
- Young Chang, Incheon, Südkorea (1956/1967) → Hyundai
- Zeitter & Winkelmann, Braunschweig (1837) → Seiler